# 회중제
회중제(會衆制)는 회중주의로 알려진 회중 정치, 또는 집합론적 정치의 교회 운영제도이다. 모든 지역 교회 신도들이 독립적이고, 교회적으로 주권적이며, 또는 "자율적"인 교회론적 정치 체계다. 회중제가 등장한 첫 번째 표현은 뉴잉글랜드의 1648년의 케임브리지 플랫폼이다. 개신교 기독교의 주요 전통들 중에는 17세기 영미 청교도 운동의 독립 개혁파에서 내려온 개신교 이름으로 알려진 개신교 교회들, 침례교 교회들, 그리고 개신교 감리교 교회들이 있다. 
회중정치는 주교 계급에 의한 지배구조인 성공회적 정치(주교제)와 구별되며, 집합론적 대표자 집단이 개별 집합에 대해 상당한 권한을 행사할 수 있는 장로교적 정치(장로제)와 구별된다.
회중주의는 기독교 교회 회중들의 조직에만 국한되지 않는다. 집단의 원칙은 유니테리언 유니버설리스트 협회와 캐나다 유니테리언 평의회에서 계승되어 왔다. 대부분의 유대인, 시나고그, 많은 시크 구르와, 그리고 미국의 대부분의 이슬람 사원은 위계질서가 없는 회중 정치 하에서 운영된다

## 같이 보기
- 연합교회